# Souhvězdí Malíře
Malíř je jedno z 88 souhvězdí moderní astronomie, leží na jižní obloze.
Sohvězdí zavedl Nicolas Louis de Lacaille roku 1754 jako Malířský podstavec (z latinského Pluteum Pictoris). IAU roku 1925 při úpravě souhvězdí zkrátila název na Pictor, tedy Malíř.

## Významné hvězdy
| Hvězda | Jméno | Hvězdná velikost |
| ------ | ----- | ---------------- |
| α Pic  | α Pic | 3,23m            |
| β Pic  | β Pic | 3,85m            |

Malíř je pro vizuální pozorování nezajímavým souhvězdím. Jeho nejjasnější hvězdou je Alfa Pictoris s hvězdnou velikostí 3,23. Slabší Beta Pictoris je mladá hvězda, okolo které byl v roce 1984 objeven prachoplynový disk, v němž by se mohly tvořit planety. Chladný disk svítí jasně jen na infračervených vlnových délkách. Zvlnění vnitřní oblasti prachové prstence lemujícího hvězdou prozradilo, že se v disku již zformovaly nejméně dvě planety hmotnosti Jupitera. Jedna z nich byla označena jako Beta Pictoris b a je asi 100x slabší než její hvězda. Definitivní potvrzení, že jde o planety, přišlo až v roce 2010. Soustava Beta Pictoris je tedy téměř určitě planetární soustava v procesu svého vzniku.
Gama Pictoris je poslední hvězda základního obrazce, který má podobu lomené čáry anebo úzkého, protáhnutého trojúhelníka. Je to oranžový obr.
Dvojhvězdu Jota Pictoris lehce rozlišíme 5cm dalekohledem. Její složky s magnitudami 5,6 a 6,4 dělí odstup 12,3″. Dunlop 21 je rovněž dvojhvězda se složkami o magnitudách 5 a 6. Lze je rozlišit už triedrem.
Kapteynova hvězda měla v roce 1879, kdy ji objevil a změřil astronom Jakob C. Kapteyn, ze všech známých hvězd největší vlastní pohyb a to 8,7″ za rok. Zanedlouho toto prvenství získala ještě rychlejší Barnardova hvězda v souhvězdí Hadonoše, Kapteynova hvězda se však drží na místě druhém. Vzdálenost měsíčního průměru procestuje na obloze za 206 let. Je to též jedna z našich nejbližších hvězd - dvacátá devátá, nepočítáme-li Slunce.
Okolo hvězdy sedmé magnitudy HD 40307 obíhá pět planet, z nich nejvzdálenější HD 40307 g je potenciálně obyvatelná superzemě.

## Objekty
Malíř neobsahuje žádnou hvězdokupu či mlhovinu, jen pár malých slabých galaxií, sotva viditelných ve 20cm dalekohledu. K nejlepším z nich patří NGC 1705 a NGC 1803. Pictor A je rádiová galaxie, které dominuje skoro milion světelných let dlouhý proud hmoty.

## Poloha
Malíř je z českého území nepozorovatelný. Nachází se jižně od Holubice, západně od velmi jasného Canopa ze souhvězdí Lodního kýlu a východně od Velkého Magellanova mračna.